# (32646) 3010 P-L
3010 P-L (asteroide 32646) é um asteroide da cintura principal. Possui uma excentricidade de 0.11810030 e uma inclinação de 11.52501º.
Este asteroide foi descoberto no dia 24 de setembro de 1960 por Cornelis Johannes van Houten e Ingrid van Houten-Groeneveld e Tom Gehrels em Palomar.